# 《月光男孩》获奖名单
《月光男孩》是巴里·杰金斯执导的2016年美国劇情片，根据塔賴爾·阿爾文·麥卡尼剧作《月光下黑人男孩很忧郁》改编，迪迪·加德纳、杰瑞米·克莱纳、阿黛尔·罗曼斯基制片。影片讲述佛罗里达州迈阿密非裔同性恋男子奇伦成长途中对性向和身份认同的苦苦挣扎。崔凡特·罗兹饰演成年奇伦，安德烈·荷蘭扮演成年凯文，奇伦最亲密的朋友；娜奥米·哈里斯出演奇伦染有毒瘾的母亲宝拉，馬赫夏拉·阿里诠释毒贩胡安，贾奈尔·梦内饰胡安女友特蕾莎。电影2016年9月2日在特柳赖德电影节首映，是A24制片公司处女作，10月21日开始限量发行，11月18日起在六百多家院线全面上映，最后以150万美元预算取得超6500万美元全球票房。评论汇总网站爛番茄共收集本片393篇评价，认可度达九成八。
《月光男孩》获众多荣誉肯定，导演、阿里与哈里斯的表演尤得赞誉。电影在第89屆奧斯卡金像獎入围最佳影片、最佳导演（詹金斯）、最佳女配角（哈里斯）等八项，拿下最佳影片、最佳男配角（阿里）、最佳原著改编三项大奖。不过典礼当晚颁奖嘉宾拿到的信封不对，结果误称爱情歌舞片《樂來越愛你》获最佳影片奖。《月光男孩》是史上首部全黑人主演阵容奥斯卡最佳影片，还是首部LGBT选材最佳影片，阿里是第一位获奥斯卡奖的穆斯林演员。影片在第74屆金球獎入围六项并将最佳影片（正剧类）纳入囊中，还在第70屆英國電影學院獎提名最佳影片、最佳男配角、最佳女配角等四项大奖。
电影获第32届独立精神奖最佳影片、最佳导演、最佳编剧等六项大奖，并在第23届美国演员工会奖入围三项，阿里最后捧走最佳男配角。影片在第22届评论家选择奖入围最佳影片、最佳导演、最佳女配角等十项，拿下最佳男配角和最佳群体演出奖，此外在第69届美国导演工会奖和第28届美国制片人工会奖均获提名。美国电影学会将本片选入2016年十大佳片。

## 荣誉
| 机构                           | 颁奖日期       | 奖项                       | 提名人 | 结果 | 参考          |
| ------------------------------ | -------------- | -------------------------- | --- | ---- | ------------- |
| 澳大利亚影视艺术学院国际奖     | 2017年1月8日   | 最佳男配角                 | 馬赫夏拉·阿里 | 提名 | [ 10 ]        |
| 澳大利亚影视艺术学院国际奖     | 2017年1月8日   | 最佳女配角                 | 娜奥米·哈里斯 | 提名 | [ 10 ]        |
| 奥斯卡金像奖                   | 2017年2月26日  | 最佳影片                   | 迪迪·加德纳、杰瑞米·克莱纳、阿黛尔·罗曼斯基 | 獲獎 | [ 11 ]        |
| 奥斯卡金像奖                   | 2017年2月26日  | 最佳导演                   | 巴里·杰金斯 | 提名 | [ 11 ]        |
| 奥斯卡金像奖                   | 2017年2月26日  | 最佳男配角                 | 马赫沙拉·阿里 | 獲獎 | [ 11 ]        |
| 奥斯卡金像奖                   | 2017年2月26日  | 最佳女配角                 | 娜奥米·哈里斯 | 提名 | [ 11 ]        |
| 奥斯卡金像奖                   | 2017年2月26日  | 最佳原著改编               | 巴里·詹金斯、塔賴爾·阿爾文·麥卡尼 | 獲獎 | [ 11 ]        |
| 奥斯卡金像奖                   | 2017年2月26日  | 最佳摄影                   | 詹姆斯·拉克斯顿 | 提名 | [ 11 ]        |
| 奥斯卡金像奖                   | 2017年2月26日  | 最佳剪辑                   | 乔伊·麦克米伦、纳特·桑德斯 | 提名 | [ 11 ]        |
| 奥斯卡金像奖                   | 2017年2月26日  | 最佳原创配乐               | 尼古拉斯·布里特尔 | 提名 | [ 11 ]        |
| 非裔美國影評人協會             | 2017年2月9日   | 最佳影片                   | 《月光男孩》 | 獲獎 | [ 12 ]        |
| 非裔美國影評人協會             | 2017年2月9日   | 最佳导演                   | 巴里·詹金斯 | 獲獎 | [ 12 ]        |
| 非裔美國影評人協會             | 2017年2月9日   | 最佳男配角                 | 马赫沙拉·阿里 | 獲獎 | [ 12 ]        |
| 非裔美國影評人協會             | 2017年2月9日   | 最佳突破演出               | 贾奈尔·梦内 | 獲獎 | [ 12 ]        |
| 非裔美國影評人協會             | 2017年2月9日   | 最佳独立电影               | 《月光男孩》 | 獲獎 | [ 12 ]        |
| 女性电影记者联盟               | 2016年12月21日 | 最佳影片                   | 《月光男孩》 | 獲獎 | [ 13 ] [ 14 ] |
| 女性电影记者联盟               | 2016年12月21日 | 最佳导演                   | 巴里·詹金斯 | 獲獎 | [ 13 ] [ 14 ] |
| 女性电影记者联盟               | 2016年12月21日 | 最佳男配角                 | 马赫沙拉·阿里 | 獲獎 | [ 13 ] [ 14 ] |
| 女性电影记者联盟               | 2016年12月21日 | 最佳女配角                 | 娜奥米·哈里斯 | 提名 | [ 13 ] [ 14 ] |
| 女性电影记者联盟               | 2016年12月21日 | 最佳改编剧本               | 巴里·詹金斯 | 獲獎 | [ 13 ] [ 14 ] |
| 女性电影记者联盟               | 2016年12月21日 | 最佳摄影                   | 詹姆斯·拉克斯顿 | 獲獎 | [ 13 ] [ 14 ] |
| 女性电影记者联盟               | 2016年12月21日 | 最佳剪辑                   | 乔伊·麦克米伦、纳特·桑德斯 | 獲獎 | [ 13 ] [ 14 ] |
| 女性电影记者联盟               | 2016年12月21日 | 最佳选角总监               | 耶西·拉米雷斯 | 獲獎 | [ 13 ] [ 14 ] |
| 女性电影记者联盟               | 2016年12月21日 | 最佳突破演出               | 加奈儿·梦奈 | 提名 | [ 13 ] [ 14 ] |
| 女性电影记者联盟               | 2016年12月21日 | 最勇敢演出                 | 娜奥米·哈里斯 | 提名 | [ 13 ] [ 14 ] |
| 美国电影剪辑工会               | 2017年1月27日  | 最佳剧情片剪辑             | 乔伊·麦克米伦、纳特·桑德斯 | 提名 | [ 15 ]        |
| 美国电影学会                   | 2016年12月7日  | 年度十大佳片               | 《月光男孩》 | 獲獎 | [ 16 ]        |
| 美国电影摄影师协会             | 2017年2月4日   | 最佳院线电影摄影           | 詹姆斯·拉克斯顿 | 提名 | [ 17 ]        |
| 大西洋电影节                   | 2016年9月26日  | 观众奖                     | 《月光男孩》 | 獲獎 | [ 18 ]        |
| 奥斯汀影评人协会               | 2016年12月28日 | 最佳影片                   | 《月光男孩》 | 獲獎 | [ 19 ] [ 20 ] |
| 奥斯汀影评人协会               | 2016年12月28日 | 最佳导演                   | 巴里·詹金斯 | 獲獎 | [ 19 ] [ 20 ] |
| 奥斯汀影评人协会               | 2016年12月28日 | 最佳男配角                 | 马赫沙拉·阿里 | 獲獎 | [ 19 ] [ 20 ] |
| 奥斯汀影评人协会               | 2016年12月28日 | 最佳男配角                 | 崔凡特·罗兹 | 提名 | [ 19 ] [ 20 ] |
| 奥斯汀影评人协会               | 2016年12月28日 | 最佳女配角                 | 娜奥米·哈里斯 | 提名 | [ 19 ] [ 20 ] |
| 奥斯汀影评人协会               | 2016年12月28日 | 最佳原创剧本               | 巴里·詹金斯 | 獲獎 | [ 19 ] [ 20 ] |
| 奥斯汀影评人协会               | 2016年12月28日 | 最佳摄影                   | 詹姆斯·拉克斯顿 | 提名 | [ 19 ] [ 20 ] |
| 奥斯汀影评人协会               | 2016年12月28日 | 突破艺术家奖               | 巴里·詹金斯 （导演和编剧） | 提名 | [ 19 ] [ 20 ] |
| 奥斯汀影评人协会               | 2016年12月28日 | 突破艺术家奖               | 崔凡特·罗兹（演员） | 提名 | [ 19 ] [ 20 ] |
| 奥斯汀影评人协会               | 2016年12月28日 | 特别荣誉奖                 | 耶西·拉米雷斯与《月光男孩》主要演员的卓越群体演出 | 獲獎 | [ 19 ] [ 20 ] |
| 奥斯汀影评人协会               | 2016年12月28日 | 特别荣誉奖                 | A24制片与发行杰出表现 | 獲獎 | [ 19 ] [ 20 ] |
| 澳大利亚影评人协会             | 2018年3月13日  | 最佳国际英语片             | 《月光男孩》 | 獲獎 | [ 21 ]        |
| 巴厘岛国际电影节               | 2017年9月30日  | 观众选择最佳影片奖         | 《月光男孩》 | 獲獎 | [ 22 ]        |
| 黑人娱乐电视大奖               | 2017年6月25日  | 最佳男演员                 | 马赫沙拉·阿里 | 獲獎 | [ 23 ] [ 24 ] |
| 黑人娱乐电视大奖               | 2017年6月25日  | 最佳影片                   | 《月光男孩》 | 提名 | [ 23 ] [ 24 ] |
| 倫敦影展                       | 2016年10月16日 | 最佳影片                   | 《月光男孩》 | 提名 | [ 25 ]        |
| 黑卷轴奖                       | 2017年2月16日  | 最佳影片                   | 迪迪·加德纳、杰瑞米·克莱纳、阿黛尔·罗曼斯基 | 獲獎 | [ 26 ] [ 27 ] |
| 黑卷轴奖                       | 2017年2月16日  | 最佳导演                   | 巴里·詹金斯 | 獲獎 | [ 26 ] [ 27 ] |
| 黑卷轴奖                       | 2017年2月16日  | 最佳男配角                 | 马赫沙拉·阿里 | 獲獎 | [ 26 ] [ 27 ] |
| 黑卷轴奖                       | 2017年2月16日  | 最佳男配角                 | 安德烈·荷蘭 | 提名 | [ 26 ] [ 27 ] |
| 黑卷轴奖                       | 2017年2月16日  | 最佳男配角                 | 艾許頓·桑德斯 | 提名 | [ 26 ] [ 27 ] |
| 黑卷轴奖                       | 2017年2月16日  | 最佳女配角                 | 娜奥米·哈里斯 | 提名 | [ 26 ] [ 27 ] |
| 黑卷轴奖                       | 2017年2月16日  | 最佳女配角                 | 加奈儿·梦奈 | 提名 | [ 26 ] [ 27 ] |
| 黑卷轴奖                       | 2017年2月16日  | 最佳编剧                   | 巴里·詹金斯 | 獲獎 | [ 26 ] [ 27 ] |
| 黑卷轴奖                       | 2017年2月16日  | 最佳群体演出               | 《月光男孩》 | 獲獎 | [ 26 ] [ 27 ] |
| 黑卷轴奖                       | 2017年2月16日  | 最佳突破演出               | 艾利克斯·希伯特 | 提名 | [ 26 ] [ 27 ] |
| 黑卷轴奖                       | 2017年2月16日  | 最佳突破演出               | 崔凡特·罗兹 | 獲獎 | [ 26 ] [ 27 ] |
| 黑卷轴奖                       | 2017年2月16日  | 最佳突破演出               | 艾什顿·桑德斯 | 提名 | [ 26 ] [ 27 ] |
| 黑卷轴奖                       | 2017年2月16日  | 最佳原创配乐               | 尼古拉斯·布里特尔 | 獲獎 | [ 26 ] [ 27 ] |
| 波士頓影評人協會               | 2016年12月11日 | 最佳男配角                 | 马赫沙拉·阿里 | 獲獎 | [ 28 ]        |
| 波士頓影評人協會               | 2016年12月11日 | 最佳群体演出               | 《月光男孩》 | 獲獎 | [ 28 ]        |
| 英国电影学院奖                 | 2017年2月12日  | 最佳影片                   | 迪迪·加德纳、杰瑞米·克莱纳、阿黛尔·罗曼斯基 | 提名 | [ 29 ]        |
| 英国电影学院奖                 | 2017年2月12日  | 最佳男配角                 | 马赫沙拉·阿里 | 提名 | [ 29 ]        |
| 英国电影学院奖                 | 2017年2月12日  | 最佳女配角                 | 娜奥米·哈里斯 | 提名 | [ 29 ]        |
| 英国电影学院奖                 | 2017年2月12日  | 最佳原创剧本               | 巴里·詹金斯 | 提名 | [ 29 ]        |
| 英国独立电影奖                 | 2016年12月4日  | 最佳外国独立电影           | 迪迪·加德纳、巴里·詹金斯、杰瑞米·克莱纳、塔瑞尔·麦卡尼、阿黛尔·罗曼斯基 | 獲獎 | [ 30 ]        |
| Camerimage電影攝影藝術國際影展 | 2016年11月19日 | 金蛙奖最佳摄影             | 詹姆斯·拉克斯顿 | 提名 | [ 31 ]        |
| 美国选角工会                   | 2017年1月19日  | 低成本喜剧或正剧类         | 耶西·拉米雷斯 | 獲獎 | [ 32 ]        |
| 芝加哥影评人协会               | 2016年12月15日 | 最佳影片                   | 《月光男孩》 | 獲獎 | [ 33 ] [ 34 ] |
| 芝加哥影评人协会               | 2016年12月15日 | 最佳导演                   | 巴里·詹金斯 | 獲獎 | [ 33 ] [ 34 ] |
| 芝加哥影评人协会               | 2016年12月15日 | 最佳男配角                 | 马赫沙拉·阿里 | 獲獎 | [ 33 ] [ 34 ] |
| 芝加哥影评人协会               | 2016年12月15日 | 最佳男配角                 | 崔凡特·罗兹 | 提名 | [ 33 ] [ 34 ] |
| 芝加哥影评人协会               | 2016年12月15日 | 最佳女配角                 | 娜奥米·哈里斯 | 提名 | [ 33 ] [ 34 ] |
| 芝加哥影评人协会               | 2016年12月15日 | 最佳原创剧本               | 巴里·詹金斯 | 提名 | [ 33 ] [ 34 ] |
| 芝加哥影评人协会               | 2016年12月15日 | 最佳摄影                   | 詹姆斯·拉克斯顿 | 提名 | [ 33 ] [ 34 ] |
| 芝加哥影评人协会               | 2016年12月15日 | 最佳剪辑                   | 乔伊·麦克米伦、纳特·桑德斯 | 提名 | [ 33 ] [ 34 ] |
| 芝加哥影评人协会               | 2016年12月15日 | 最佳原创配乐               | 尼古拉斯·布里特尔 | 提名 | [ 33 ] [ 34 ] |
| 芝加哥影评人协会               | 2016年12月15日 | 最有前途演员               | 崔凡特·罗兹 | 提名 | [ 33 ] [ 34 ] |
| 芝加哥影评人协会               | 2016年12月15日 | 最有前途演员               | 加奈儿·梦奈 | 提名 | [ 33 ] [ 34 ] |
| 芝加哥影展                     | 2016年10月17日 | 观众奖                     | 《月光男孩》 | 獲獎 | [ 36 ]        |
| 评论家选择电影奖               | 2016年12月11日 | 最佳影片                   | 《月光男孩》 | 提名 | [ 37 ] [ 38 ] |
| 评论家选择电影奖               | 2016年12月11日 | 最佳导演                   | 巴里·詹金斯 | 提名 | [ 37 ] [ 38 ] |
| 评论家选择电影奖               | 2016年12月11日 | 最佳男配角                 | 马赫沙拉·阿里 | 獲獎 | [ 37 ] [ 38 ] |
| 评论家选择电影奖               | 2016年12月11日 | 最佳女配角                 | 娜奥米·哈里斯 | 提名 | [ 37 ] [ 38 ] |
| 评论家选择电影奖               | 2016年12月11日 | 最佳群体演出               | 《月光男孩》 | 獲獎 | [ 37 ] [ 38 ] |
| 评论家选择电影奖               | 2016年12月11日 | 最佳青年演员               | 艾利克斯·希伯特 | 提名 | [ 37 ] [ 38 ] |
| 评论家选择电影奖               | 2016年12月11日 | 最佳原创剧本               | 巴里·詹金斯 | 提名 | [ 37 ] [ 38 ] |
| 评论家选择电影奖               | 2016年12月11日 | 最佳摄影                   | 詹姆斯·拉克斯顿 | 提名 | [ 37 ] [ 38 ] |
| 评论家选择电影奖               | 2016年12月11日 | 最佳剪辑                   | 乔伊·麦克米伦、纳特·桑德斯 | 提名 | [ 37 ] [ 38 ] |
| 评论家选择电影奖               | 2016年12月11日 | 最佳原创配乐               | 尼古拉斯·布里特尔 | 提名 | [ 37 ] [ 38 ] |
| 达拉斯—沃斯堡影评人协会        | 2016年12月13日 | 最佳影片                   | 《月光男孩》 | 獲獎 | [ 39 ]        |
| 达拉斯—沃斯堡影评人协会        | 2016年12月13日 | 最佳男配角                 | 马赫沙拉·阿里 | 獲獎 | [ 39 ]        |
| 达拉斯—沃斯堡影评人协会        | 2016年12月13日 | 最佳女配角                 | 娜奥米·哈里斯 | 第二 | [ 39 ]        |
| 达拉斯—沃斯堡影评人协会        | 2016年12月13日 | 最佳导演                   | 巴里·詹金斯 | 獲獎 | [ 39 ]        |
| 达拉斯—沃斯堡影评人协会        | 2016年12月13日 | 最佳编剧                   | 巴里·詹金斯 | 第二 | [ 39 ]        |
| 达拉斯—沃斯堡影评人协会        | 2016年12月13日 | 拉塞尔·史密斯奖            | 《月光男孩》 | 獲獎 | [ 39 ]        |
| 底特律影评人协会               | 2016年12月19日 | 最佳影片                   | 《月光男孩》 | 提名 | [ 40 ]        |
| 底特律影评人协会               | 2016年12月19日 | 最佳男配角                 | 马赫沙拉·阿里 | 提名 | [ 40 ]        |
| 底特律影评人协会               | 2016年12月19日 | 最佳导演                   | 巴里·詹金斯 | 提名 | [ 40 ]        |
| 底特律影评人协会               | 2016年12月19日 | 最佳编剧                   | 巴里·詹金斯 | 提名 | [ 40 ]        |
| 底特律影评人协会               | 2016年12月19日 | 最佳突破                   | 马赫沙拉·阿里（演员） | 提名 | [ 40 ]        |
| 底特律影评人协会               | 2016年12月19日 | 最佳突破                   | 巴里·詹金斯（导演或编剧） | 提名 | [ 40 ]        |
| 底特律影评人协会               | 2016年12月19日 | 最佳突破                   | 崔凡特·罗兹（演员） | 提名 | [ 40 ]        |
| 底特律影评人协会               | 2016年12月19日 | 最佳群体演员               | 《月光男孩》 | 提名 | [ 40 ]        |
| 美国导演工会奖                 | 2017年2月4日   | 最佳长片导演               | 巴里·詹金斯 | 提名 | [ 41 ]        |
| 道林奖                         | 2017年1月26日  | 年度电影                   | 《月光男孩》 | 獲獎 | [ 42 ] [ 43 ] |
| 道林奖                         | 2017年1月26日  | 年度导演                   | 巴里·詹金斯 | 獲獎 | [ 42 ] [ 43 ] |
| 道林奖                         | 2017年1月26日  | 年度电影男演员             | 马赫沙拉·阿里 | 獲獎 | [ 42 ] [ 43 ] |
| 道林奖                         | 2017年1月26日  | 年度电影男演员             | 崔凡特·罗兹 | 提名 | [ 42 ] [ 43 ] |
| 道林奖                         | 2017年1月26日  | 年度编剧                   | 巴里·詹金斯 | 獲獎 | [ 42 ] [ 43 ] |
| 道林奖                         | 2017年1月26日  | 年度LGBTQ电影              | 《月光男孩》 | 獲獎 | [ 42 ] [ 43 ] |
| 道林奖                         | 2017年1月26日  | 年度视觉震撼电影           | 《月光男孩》 | 提名 | [ 42 ] [ 43 ] |
| 佛罗里达影评人协会             | 2016年12月23日 | 最佳影片                   | 《月光男孩》 | 提名 | [ 44 ] [ 45 ] |
| 佛罗里达影评人协会             | 2016年12月23日 | 最佳导演                   | 巴里·詹金斯 | 提名 | [ 44 ] [ 45 ] |
| 佛罗里达影评人协会             | 2016年12月23日 | 最佳男配角                 | 马赫沙拉·阿里 | 提名 | [ 44 ] [ 45 ] |
| 佛罗里达影评人协会             | 2016年12月23日 | 最佳男配角                 | 安德烈·霍兰 | 提名 | [ 44 ] [ 45 ] |
| 佛罗里达影评人协会             | 2016年12月23日 | 最佳女配角                 | 娜奥米·哈里斯 | 提名 | [ 44 ] [ 45 ] |
| 佛罗里达影评人协会             | 2016年12月23日 | 最佳群体演出               | 《月光男孩》 | 第二 | [ 44 ] [ 45 ] |
| 佛罗里达影评人协会             | 2016年12月23日 | 最佳编剧                   | 巴里·詹金斯、塔瑞尔·麦卡尼 | 第二 | [ 44 ] [ 45 ] |
| 佛罗里达影评人协会             | 2016年12月23日 | 最佳摄影                   | 詹姆斯·拉克斯顿 | 提名 | [ 44 ] [ 45 ] |
| 佛罗里达影评人协会             | 2016年12月23日 | 最佳配乐                   | 《月光男孩》 | 提名 | [ 44 ] [ 45 ] |
| 佛罗里达影评人协会             | 2016年12月23日 | 突破奖                     | 巴里·詹金斯 | 獲獎 | [ 44 ] [ 45 ] |
| 佛罗里达影评人协会             | 2016年12月23日 | 佛罗里达影业杰出成就金橙奖 | 《月光男孩》演职人员 | 獲獎 | [ 44 ] [ 45 ] |
| 乔治亚影评人协会               | 2017年1月13日  | 最佳影片                   | 《月光男孩》 | 獲獎 | [ 46 ]        |
| 乔治亚影评人协会               | 2017年1月13日  | 最佳导演                   | 巴里·詹金斯 | 提名 | [ 46 ]        |
| 乔治亚影评人协会               | 2017年1月13日  | 最佳男配角                 | 马赫沙拉·阿里 | 獲獎 | [ 46 ]        |
| 乔治亚影评人协会               | 2017年1月13日  | 最佳女配角                 | 娜奥米·哈里斯 | 提名 | [ 46 ]        |
| 乔治亚影评人协会               | 2017年1月13日  | 最佳改编剧本               | 巴里·詹金斯 | 獲獎 | [ 46 ]        |
| 乔治亚影评人协会               | 2017年1月13日  | 最佳摄影                   | 詹姆斯·拉克斯顿 | 獲獎 | [ 46 ]        |
| 乔治亚影评人协会               | 2017年1月13日  | 最佳原创配乐               | 尼古拉斯·布里特尔 | 提名 | [ 46 ]        |
| 乔治亚影评人协会               | 2017年1月13日  | 最佳群体演出               | 《月光男孩》 | 獲獎 | [ 46 ]        |
| 乔治亚影评人协会               | 2017年1月13日  | 突破奖                     | 马赫沙拉·阿里 | 獲獎 | [ 46 ]        |
| GLAAD媒體獎                    | 2017年4月11日  | 最佳大范围上映电影         | 《月光男孩》 | 獲獎 | [ 47 ]        |
| 金球獎                         | 2017年1月8日   | 最佳影片（正剧类）         | 《月光男孩》 | 獲獎 | [ 48 ] [ 49 ] |
| 金球獎                         | 2017年1月8日   | 最佳电影男配角             | 马赫沙拉·阿里 | 提名 | [ 48 ] [ 49 ] |
| 金球獎                         | 2017年1月8日   | 最佳电影女配角             | 娜奥米·哈里斯 | 提名 | [ 48 ] [ 49 ] |
| 金球獎                         | 2017年1月8日   | 最佳导演                   | 巴里·詹金斯 | 提名 | [ 48 ] [ 49 ] |
| 金球獎                         | 2017年1月8日   | 最佳编剧                   | 巴里·詹金斯 | 提名 | [ 48 ] [ 49 ] |
| 金球獎                         | 2017年1月8日   | 最佳原创配乐               | 尼古拉斯·布里特尔 | 提名 | [ 48 ] [ 49 ] |
| 金预告片奖                     | 2017年6月6日   | 最佳剧情片                 | 《月光男孩》 | 提名 | [ 50 ] [ 51 ] |
| 金预告片奖                     | 2017年6月6日   | 最佳原创配乐               | 《月光男孩》预告片 | 提名 | [ 50 ] [ 51 ] |
| 金预告片奖                     | 2017年6月6日   | 电影类最佳电视预告片       | 《妈妈》 | 獲獎 | [ 50 ] [ 51 ] |
| 金预告片奖                     | 2017年6月6日   | 电影类最佳独立电视预告片   | 《妈妈》 | 獲獎 | [ 50 ] [ 51 ] |
| 金预告片奖                     | 2017年6月6日   | 电影类最佳音乐电视预告片   | 《永恒》 | 提名 | [ 50 ] [ 51 ] |
| 金预告片奖                     | 2017年6月6日   | 最佳剧情片海报             | “Domestic One Sheet” | 提名 | [ 50 ] [ 51 ] |
| 金预告片奖                     | 2017年6月6日   | 最佳独立电影海报           | “Domestic One Sheet” | 獲獎 | [ 50 ] [ 51 ] |
| 哥谭奖                         | 2016年11月28日 | 最佳长片                   | 《月光男孩》 | 獲獎 | [ 52 ]        |
| 哥谭奖                         | 2016年11月28日 | 最佳编剧                   | 巴里·詹金斯、塔瑞尔·麦卡尼 | 獲獎 | [ 52 ]        |
| 哥谭奖                         | 2016年11月28日 | 观众奖                     | 《月光男孩》 | 獲獎 | [ 52 ]        |
| 哥谭奖                         | 2016年11月28日 | 评委特别奖——群体演出       | 《月光男孩》演员 | 獲獎 | [ 52 ]        |
| 金甲虫奖                       | 2018年1月22日  | 最佳外国片                 | 《月光男孩》 | 提名 | [ 53 ] [ 54 ] |
| 夏威夷国际电影节               | 2016年11月11日 | 最佳故事片                 | 《月光男孩》 | 獲獎 | [ 55 ]        |
| 好萊塢電影獎                   | 2016年11月16日 | 好莱坞突破女演员奖         | 娜奥米·哈里斯 | 獲獎 | [ 56 ]        |
| 好莱坞传媒音乐奖               | 2016年11月17日 | 最佳电影原创配乐           | 尼古拉斯·布里特尔 | 獲獎 | [ 57 ]        |
| 休斯顿影评人协会               | 2017年1月6日   | 最佳影片                   | 《月光男孩》 | 提名 | [ 58 ]        |
| 休斯顿影评人协会               | 2017年1月6日   | 最佳女配角                 | 娜奥米·哈里斯 | 提名 | [ 58 ]        |
| 休斯顿影评人协会               | 2017年1月6日   | 最佳导演                   | 巴里·詹金斯 | 提名 | [ 58 ]        |
| 休斯顿影评人协会               | 2017年1月6日   | 最佳摄影                   | 詹姆斯·拉克斯顿 | 提名 | [ 58 ]        |
| 休斯顿影评人协会               | 2017年1月6日   | 最佳原创配乐               | 尼古拉斯·布里特尔 | 提名 | [ 58 ]        |
| 休斯顿影评人协会               | 2017年1月6日   | 最佳编剧                   | 巴里·詹金斯、塔瑞尔·麦卡尼 | 提名 | [ 58 ]        |
| 休斯顿影评人协会               | 2017年1月6日   | 最佳海报                   | 《月光男孩》 | 提名 | [ 58 ]        |
| 獨立精神獎                     | 2017年2月25日  | 最佳影片                   | 《月光男孩》 | 獲獎 | [ 59 ]        |
| 獨立精神獎                     | 2017年2月25日  | 最佳导演                   | 巴里·詹金斯 | 獲獎 | [ 59 ]        |
| 獨立精神獎                     | 2017年2月25日  | 最佳编剧                   | 巴里·詹金斯、塔瑞尔·麦卡尼 | 獲獎 | [ 59 ]        |
| 獨立精神獎                     | 2017年2月25日  | 最佳摄影                   | 詹姆斯·拉克斯顿 | 獲獎 | [ 59 ]        |
| 獨立精神獎                     | 2017年2月25日  | 最佳剪辑                   | 乔伊·麦克米伦、纳特·桑德斯 | 獲獎 | [ 59 ]        |
| 獨立精神獎                     | 2017年2月25日  | 罗伯特·奥特曼奖            | 巴里·詹金斯、耶西·拉米雷斯、马赫沙拉·阿里、帕特里克·德克勒、娜奥米·哈里斯、艾利克斯·希伯特、安德烈·霍兰、贾雷尔·杰罗姆、加奈儿·梦奈、杰登·派纳、崔凡特·罗兹、艾什顿·桑德斯 | 獲獎 | [ 59 ]        |
| 鹿特丹影展                     | 2017年2月3日   | 沃斯坦观众奖               | 《月光男孩》 | 獲獎 | [ 60 ]        |
| 国际电影音乐评论协会           | 2017年2月23日  | 最佳剧情片原创配乐         | 尼古拉斯·布里特尔 | 提名 | [ 61 ]        |
| 爱尔兰影视奖                   | 2017年4月8日   | 国际电影                   | 《月光男孩》 | 獲獎 | [ 62 ]        |
| 伦敦影评人协会                 | 2017年1月22日  | 年度电影                   | 《月光男孩》 | 提名 | [ 63 ] [ 64 ] |
| 伦敦影评人协会                 | 2017年1月22日  | 年度导演                   | 巴里·詹金斯 | 提名 | [ 63 ] [ 64 ] |
| 伦敦影评人协会                 | 2017年1月22日  | 年度男配角                 | 马赫沙拉·阿里 | 獲獎 | [ 63 ] [ 64 ] |
| 伦敦影评人协会                 | 2017年1月22日  | 年度女配角                 | 娜奥米·哈里斯 | 獲獎 | [ 63 ] [ 64 ] |
| 伦敦影评人协会                 | 2017年1月22日  | 年度编剧                   | 巴里·詹金斯 | 提名 | [ 63 ] [ 64 ] |
| 伦敦影评人协会                 | 2017年1月22日  | 年度英国或爱尔兰女演员     | 娜奥米·哈里斯 | 提名 | [ 63 ] [ 64 ] |
| 伦敦影评人协会                 | 2017年1月22日  | 技术成就奖                 | 乔伊·麦克米伦、纳特·桑德斯（剪辑） | 提名 | [ 63 ] [ 64 ] |
| 洛杉磯影評人協會               | 2016年12月4日  | 最佳影片                   | 《月光男孩》 | 獲獎 | [ 65 ]        |
| 洛杉磯影評人協會               | 2016年12月4日  | 最佳导演                   | 巴里·詹金斯 | 獲獎 | [ 65 ]        |
| 洛杉磯影評人協會               | 2016年12月4日  | 最佳男配角                 | 马赫沙拉·阿里 | 獲獎 | [ 65 ]        |
| 洛杉磯影評人協會               | 2016年12月4日  | 最佳摄影                   | 詹姆斯·拉克斯顿 | 獲獎 | [ 65 ]        |
| 马德普拉塔电影节               | 2016年11月27日 | 最佳长片                   | 《月光男孩》 | 提名 | [ 66 ] [ 67 ] |
| 马德普拉塔电影节               | 2016年11月27日 | 最佳男演员                 | 马赫沙拉·阿里 | 獲獎 | [ 66 ] [ 67 ] |
| 米尔谷电影节                   | 2016年10月16日 | 美国电影观众之选           | 巴里·詹金斯 | 獲獎 | [ 68 ]        |
| MTV影視大獎                    | 2017年5月7日   | 最佳亲吻                   | 艾什顿·桑德斯与贾雷尔·杰罗姆 | 獲獎 | [ 69 ]        |
| MTV影視大獎                    | 2017年5月7日   | 催泪情节                   | 宝拉向奇伦表达亲情 | 提名 | [ 69 ]        |
| MTV影視大獎                    | 2017年5月7日   | 最佳美国故事               | 《月光男孩》 | 提名 | [ 69 ]        |
| 有色人种进步协会形象奖         | 2017年2月11日  | 最佳影片                   | 《月光男孩》 | 提名 | [ 70 ]        |
| 有色人种进步协会形象奖         | 2017年2月11日  | 最佳男配角                 | 马赫沙拉·阿里 | 獲獎 | [ 70 ]        |
| 有色人种进步协会形象奖         | 2017年2月11日  | 最佳男配角                 | 崔凡特·罗兹 | 提名 | [ 70 ]        |
| 有色人种进步协会形象奖         | 2017年2月11日  | 最佳独立电影               | 《月光男孩》 | 獲獎 | [ 70 ]        |
| 有色人种进步协会形象奖         | 2017年2月11日  | 最佳电影导演               | 巴里·詹金斯 | 獲獎 | [ 70 ]        |
| 有色人种进步协会形象奖         | 2017年2月11日  | 最佳电影编剧               | 巴里·詹金斯 | 獲獎 | [ 70 ]        |
| 國家評論協會                   | 2017年1月4日   | 最佳导演                   | 巴里·詹金斯 | 獲獎 | [ 71 ]        |
| 國家評論協會                   | 2017年1月4日   | 最佳女配角                 | 娜奥米·哈里斯 | 獲獎 | [ 71 ]        |
| 國家影評人協會                 | 2017年1月7日   | 最佳影片                   | 《月光男孩》 | 獲獎 | [ 72 ]        |
| 國家影評人協會                 | 2017年1月7日   | 最佳导演                   | 巴里·詹金斯 | 獲獎 | [ 72 ]        |
| 國家影評人協會                 | 2017年1月7日   | 最佳男配角                 | 马赫沙拉·阿里 | 獲獎 | [ 72 ]        |
| 國家影評人協會                 | 2017年1月7日   | 最佳女配角                 | 娜奥米·哈里斯 | 第三 | [ 72 ]        |
| 國家影評人協會                 | 2017年1月7日   | 最佳编剧                   | 巴里·詹金斯 | 第二 | [ 72 ]        |
| 國家影評人協會                 | 2017年1月7日   | 最佳摄影                   | 詹姆斯·拉克斯顿 | 獲獎 | [ 72 ]        |
| 紐約影評人協會                 | 2016年12月1日  | 最佳导演                   | 巴里·詹金斯 | 獲獎 | [ 73 ]        |
| 紐約影評人協會                 | 2016年12月1日  | 最佳男配角                 | 马赫沙拉·阿里 | 獲獎 | [ 73 ]        |
| 紐約影評人協會                 | 2016年12月1日  | 最佳摄影                   | 詹姆斯·拉克斯顿 | 獲獎 | [ 73 ]        |
| 纽约在线影评人协会             | 2016年12月11日 | 最佳影片                   | 《月光男孩》 | 獲獎 | [ 74 ]        |
| 纽约在线影评人协会             | 2016年12月11日 | 最佳导演                   | 巴里·詹金斯 | 獲獎 | [ 74 ]        |
| 纽约在线影评人协会             | 2016年12月11日 | 最佳男配角                 | 马赫沙拉·阿里 | 獲獎 | [ 74 ]        |
| 纽约在线影评人协会             | 2016年12月11日 | 最佳编剧                   | 巴里·詹金斯 | 獲獎 | [ 74 ]        |
| 纽约在线影评人协会             | 2016年12月11日 | 最佳摄影                   | 詹姆斯·拉克斯顿 | 獲獎 | [ 74 ]        |
| 纽约在线影评人协会             | 2016年12月11日 | 最佳群体演出               | 《月光男孩》 | 獲獎 | [ 74 ]        |
| 在线影评人协会                 | 2017年1月3日   | 最佳影片                   | 《月光男孩》 | 獲獎 | [ 75 ] [ 76 ] |
| 在线影评人协会                 | 2017年1月3日   | 最佳导演                   | 巴里·詹金斯 | 獲獎 | [ 75 ] [ 76 ] |
| 在线影评人协会                 | 2017年1月3日   | 最佳男配角                 | 马赫沙拉·阿里 | 獲獎 | [ 75 ] [ 76 ] |
| 在线影评人协会                 | 2017年1月3日   | 最佳女配角                 | 娜奥米·哈里斯 | 獲獎 | [ 75 ] [ 76 ] |
| 在线影评人协会                 | 2017年1月3日   | 最佳改编剧本               | 巴里·詹金斯、塔瑞尔·麦卡尼 | 提名 | [ 75 ] [ 76 ] |
| 在线影评人协会                 | 2017年1月3日   | 最佳剪辑                   | 乔伊·麦克米伦、纳特·桑德斯 | 提名 | [ 75 ] [ 76 ] |
| 在线影评人协会                 | 2017年1月3日   | 最佳摄影                   | 詹姆斯·拉克斯顿 | 提名 | [ 75 ] [ 76 ] |
| 棕榈泉国际电影节               | 2017年1月2日   | 突破演出奖                 | 马赫沙拉·阿里 | 獲獎 | [ 77 ]        |
| 美國製片人協會                 | 2017年1月28日  | 最佳院线电影               | 迪迪·加德纳、杰瑞米·克莱纳、阿黛尔·罗曼斯基 | 提名 | [ 78 ]        |
| 聖地牙哥影評人協會             | 2016年12月12日 | 最佳影片                   | 《月光男孩》 | 提名 | [ 79 ] [ 80 ] |
| 聖地牙哥影評人協會             | 2016年12月12日 | 最佳导演                   | 巴里·詹金斯 | 提名 | [ 79 ] [ 80 ] |
| 聖地牙哥影評人協會             | 2016年12月12日 | 最佳男配角                 | 马赫沙拉·阿里 | 獲獎 | [ 79 ] [ 80 ] |
| 聖地牙哥影評人協會             | 2016年12月12日 | 最佳原创剧本               | 巴里·詹金斯、塔瑞尔·麦卡尼 | 提名 | [ 79 ] [ 80 ] |
| 聖地牙哥影評人協會             | 2016年12月12日 | 最佳摄影                   | 詹姆斯·拉克斯顿 | 第二 | [ 79 ] [ 80 ] |
| 聖地牙哥影評人協會             | 2016年12月12日 | 最佳群体演出               | 《月光男孩》 | 提名 | [ 79 ] [ 80 ] |
| 旧金山影评人协会               | 2016年12月11日 | 最佳影片                   | 《月光男孩》 | 獲獎 | [ 81 ] [ 82 ] |
| 旧金山影评人协会               | 2016年12月11日 | 最佳导演                   | 巴里·詹金斯 | 獲獎 | [ 81 ] [ 82 ] |
| 旧金山影评人协会               | 2016年12月11日 | 最佳男配角                 | 马赫沙拉·阿里 | 獲獎 | [ 81 ] [ 82 ] |
| 旧金山影评人协会               | 2016年12月11日 | 最佳女配角                 | 娜奥米·哈里斯 | 提名 | [ 81 ] [ 82 ] |
| 旧金山影评人协会               | 2016年12月11日 | 最佳原创剧本               | 巴里·詹金斯 | 獲獎 | [ 81 ] [ 82 ] |
| 旧金山影评人协会               | 2016年12月11日 | 最佳摄影                   | 詹姆斯·拉克斯顿 | 獲獎 | [ 81 ] [ 82 ] |
| 旧金山影评人协会               | 2016年12月11日 | 最佳原创配乐               | 尼古拉斯·布里特尔 | 提名 | [ 81 ] [ 82 ] |
| 旧金山影评人协会               | 2016年12月11日 | 最佳剪辑                   | 乔伊·麦克米伦、纳特·桑德斯 | 獲獎 | [ 81 ] [ 82 ] |
| 圣芭芭拉国际电影节             | 2017年2月3日   | 大师奖                     | 娜奥米·哈里斯 | 獲獎 | [ 83 ]        |
| 圣芭芭拉国际电影节             | 2017年2月3日   | 大师奖                     | 马赫沙拉·阿里 | 獲獎 | [ 83 ]        |
| 圣芭芭拉国际电影节             | 2017年2月3日   | 大师奖                     | 加奈儿·梦奈 | 獲獎 | [ 83 ]        |
| 卫星奖                         | 2017年2月19日  | 最佳影片                   | 《月光男孩》 | 提名 | [ 84 ] [ 85 ] |
| 卫星奖                         | 2017年2月19日  | 最佳导演                   | 巴里·詹金斯 | 提名 | [ 84 ] [ 85 ] |
| 卫星奖                         | 2017年2月19日  | 最佳男配角                 | 马赫沙拉·阿里 | 提名 | [ 84 ] [ 85 ] |
| 卫星奖                         | 2017年2月19日  | 最佳女配角                 | 娜奥米·哈里斯 | 獲獎 | [ 84 ] [ 85 ] |
| 卫星奖                         | 2017年2月19日  | 最佳原创剧本               | 巴里·詹金斯 | 獲獎 | [ 84 ] [ 85 ] |
| 卫星奖                         | 2017年2月19日  | 最佳摄影                   | 詹姆斯·拉克斯顿 | 提名 | [ 84 ] [ 85 ] |
| 卫星奖                         | 2017年2月19日  | 最佳剪辑                   | 乔伊·麦克米伦、纳特·桑德斯 | 提名 | [ 84 ] [ 85 ] |
| 美國演員工會獎                 | 2017年1月29日  | 最佳男配角                 | 马赫沙拉·阿里 | 獲獎 | [ 86 ] [ 87 ] |
| 美國演員工會獎                 | 2017年1月29日  | 最佳女配角                 | 娜奥米·哈里斯 | 提名 | [ 86 ] [ 87 ] |
| 美國演員工會獎                 | 2017年1月29日  | 最佳群体演出               | 《月光男孩》 | 提名 | [ 86 ] [ 87 ] |
| 西雅图影评人协会               | 2017年1月5日   | 年度最佳影片               | 《月光男孩》 | 獲獎 | [ 88 ] [ 89 ] |
| 西雅图影评人协会               | 2017年1月5日   | 最佳导演                   | 巴里·詹金斯 | 獲獎 | [ 88 ] [ 89 ] |
| 西雅图影评人协会               | 2017年1月5日   | 最佳男配角                 | 马赫沙拉·阿里 | 獲獎 | [ 88 ] [ 89 ] |
| 西雅图影评人协会               | 2017年1月5日   | 最佳女配角                 | 娜奥米·哈里斯 | 提名 | [ 88 ] [ 89 ] |
| 西雅图影评人协会               | 2017年1月5日   | 最佳编剧                   | 巴里·詹金斯、塔瑞尔·麦卡尼 | 獲獎 | [ 88 ] [ 89 ] |
| 西雅图影评人协会               | 2017年1月5日   | 最佳摄影                   | 詹姆斯·拉克斯顿 | 提名 | [ 88 ] [ 89 ] |
| 西雅图影评人协会               | 2017年1月5日   | 最佳剪辑                   | 乔伊·麦克米伦、纳特·桑德斯 | 獲獎 | [ 88 ] [ 89 ] |
| 西雅图影评人协会               | 2017年1月5日   | 最佳原创配乐               | 尼古拉斯·布里特尔 | 提名 | [ 88 ] [ 89 ] |
| 西雅图影评人协会               | 2017年1月5日   | 最佳青年演员               | 艾利克斯·希伯特 | 提名 | [ 88 ] [ 89 ] |
| 西雅图影评人协会               | 2017年1月5日   | 最佳群体演出               | 《月光男孩》 | 獲獎 | [ 88 ] [ 89 ] |
| 圣路易斯影评人协会             | 2016年12月18日 | 最佳影片                   | 《月光男孩》 | 提名 | [ 90 ]        |
| 圣路易斯影评人协会             | 2016年12月18日 | 最佳导演                   | 巴里·詹金斯 | 提名 | [ 90 ]        |
| 圣路易斯影评人协会             | 2016年12月18日 | 最佳男配角                 | 马赫沙拉·阿里 | 獲獎 | [ 90 ]        |
| 圣路易斯影评人协会             | 2016年12月18日 | 最佳女配角                 | 娜奥米·哈里斯 | 提名 | [ 90 ]        |
| 圣路易斯影评人协会             | 2016年12月18日 | 最佳原创剧本               | 巴里·詹金斯 | 提名 | [ 90 ]        |
| 圣路易斯影评人协会             | 2016年12月18日 | 最佳剪辑                   | 乔伊·麦克米伦、纳特·桑德斯 | 提名 | [ 90 ]        |
| 圣路易斯影评人协会             | 2016年12月18日 | 最佳摄影                   | 詹姆斯·拉克斯顿 | 提名 | [ 90 ]        |
| 圣路易斯影评人协会             | 2016年12月18日 | 最佳配乐                   | 尼古拉斯·布里特尔 | 提名 | [ 90 ]        |
| 多伦多影评人协会               | 2016年12月11日 | 最佳影片                   | 《月光男孩》 | 獲獎 | [ 91 ] [ 92 ] |
| 多伦多影评人协会               | 2016年12月11日 | 最佳男配角                 | 马赫沙拉·阿里 | 獲獎 | [ 91 ] [ 92 ] |
| 多伦多影评人协会               | 2016年12月11日 | 最佳女配角                 | 娜奥米·哈里斯 | 第二 | [ 91 ] [ 92 ] |
| 多伦多影评人协会               | 2016年12月11日 | 最佳导演                   | 巴里·詹金斯 | 第二 | [ 91 ] [ 92 ] |
| 多伦多影评人协会               | 2016年12月11日 | 最佳编剧                   | 巴里·詹金斯 | 第二 | [ 91 ] [ 92 ] |
| 多倫多國際電影節               | 2016年9月18日  | 站台奖                     | 巴里·詹金斯 | 提名 | [ 93 ]        |
| 南加州大学作家奖               | 2017年2月11日  | 最佳编剧                   | 巴里·詹金斯、塔瑞尔·麦卡尼 | 獲獎 | [ 94 ]        |
| 温哥华影评人协会               | 2016年12月20日 | 最佳影片                   | 《月光男孩》 | 提名 | [ 95 ] [ 96 ] |
| 温哥华影评人协会               | 2016年12月20日 | 最佳男配角                 | 马赫沙拉·阿里 | 獲獎 | [ 95 ] [ 96 ] |
| 温哥华影评人协会               | 2016年12月20日 | 最佳女配角                 | 娜奥米·哈里斯 | 提名 | [ 95 ] [ 96 ] |
| 温哥华影评人协会               | 2016年12月20日 | 最佳编剧                   | 巴里·詹金斯 | 提名 | [ 95 ] [ 96 ] |
| 《乡村之声》电影民调           | 2016年12月21日 | 最佳影片                   | 《月光男孩》 | 獲獎 | [ 97 ]        |
| 《乡村之声》电影民调           | 2016年12月21日 | 最佳导演                   | 巴里·詹金斯 | 獲獎 | [ 97 ]        |
| 《乡村之声》电影民调           | 2016年12月21日 | 最佳男配角                 | 马赫沙拉·阿里 | 獲獎 | [ 97 ]        |
| 华盛顿特区影评人协会           | 2016年12月5日  | 最佳影片                   | 《月光男孩》 | 提名 | [ 98 ]        |
| 华盛顿特区影评人协会           | 2016年12月5日  | 最佳导演                   | 巴里·詹金斯 | 提名 | [ 98 ]        |
| 华盛顿特区影评人协会           | 2016年12月5日  | 最佳男配角                 | 马赫沙拉·阿里 | 獲獎 | [ 98 ]        |
| 华盛顿特区影评人协会           | 2016年12月5日  | 最佳女配角                 | 娜奥米·哈里斯 | 提名 | [ 98 ]        |
| 华盛顿特区影评人协会           | 2016年12月5日  | 最佳原创剧本               | 巴里·詹金斯、塔瑞尔·麦卡尼 | 提名 | [ 98 ]        |
| 华盛顿特区影评人协会           | 2016年12月5日  | 最佳群体演出               | 《月光男孩》 | 提名 | [ 98 ]        |
| 华盛顿特区影评人协会           | 2016年12月5日  | 最佳摄影                   | 詹姆斯·拉克斯顿 | 提名 | [ 98 ]        |
| 华盛顿特区影评人协会           | 2016年12月5日  | 最佳剪辑                   | 乔伊·麦克米伦、纳特·桑德斯 | 提名 | [ 98 ]        |
| 华盛顿特区影评人协会           | 2016年12月5日  | 最佳配乐                   | 尼古拉斯·布里特尔 | 提名 | [ 98 ]        |
| 女影评人协会                   | 2016年12月19日 | 乔瑟芬·贝克奖              | 《月光男孩》 | 提名 | [ 99 ]        |
| 美国编剧工会奖                 | 2017年2月19日  | 最佳原创剧本               | 巴里·詹金斯、塔瑞尔·麦卡尼 | 獲獎 | [ 100 ]       |
| 青年艺术家奖                   | 2017年3月17日  | 最佳青少年电影男配角       | 艾利克斯·希伯特 | 提名 | [ 101 ]       |